# 平溪
平溪，是中国长江流域的一条河流，汇入赧水，属于资水水系。河长97千米，流域面积2269平方千米，多年平均流量59立方米每秒。自然落差445米。水能理论蕴藏量4万千瓦。